# Кананин, Роман Григорьевич
Роман Григорьевич Кананин (26 июня 1935 — 13 января 2017, Москва, Российская Федерация) — советский и российский архитектор, народный архитектор Российской Федерации (2005). Лауреат Ленинской премии (1984). Академик РААСН.

## Биография
В 1959 г. окончил Московский архитектурный институт (МАРХИ), учился у Я. Б. Белопольского.
После окончания института работал в районной мастерской № 10 «Моспроекта». Более 30 лет руководил мастерской № 3 в ОАО «Моспроект».
В составе авторского коллектива участвовал в реализации крупных архитектурных проектов:
- застройка квартала 29 Новых Черемушек (1973—1979) в Москве (совместно с Я. Б. Белопольским, И. М. Коробковым, О. А. Сканави, В. С. Васильевым),
- Дворец молодежи на Комсомольском проспекте в Москве,
- Университет дружбы народов имени П. Лумумбы в Москве (1969—1973) (совместно с Б. Я. Белопольским, Л. Константиновым, Ю. Ильиным-Адаевым, В. Н. Датюком, В. Фурсовым),
- 16- и 25-этажные жилые дома квартала 38-б на Ленинском проспекте в Москве,
- гостиница «Ирис» при МНТК «Хирургия глаза» на Коровинском шоссе в Москве (1989—1991),
- деловой центр «Парус» на 1-й Тверской-Ямской (д.23) в Москве (1993—1995),
- жилой комплекс на углу Краснопрудной и Долгоруковской улиц в Москве (1999, проект),
- жилые дома на улицах Краснопролетарская и Большая Академическая, Долгоруковская и Большая Грузинская, на Петровско-Разумовской аллее,
- спортивно-оздоровительный центр «Аква-Сити».

Выступил автором архитектурных решений целого ряда мемориальных ансамблей, среди них:
- мемориальный комплекс «Героям Гражданской войны и Великой Отечественной войны 1941—1945» в Новороссийске (1982; Ленинская премия, 1984) (совместно со скульптором В. Е. Цигалем и архитектором В. И. Хавиным),
- памятный знак на месте клятвы А. И. Герцена и Н. П. Огарева на Воробьевых горах в Москве,
- памятник Хо Ши Мину в Москве,
- монумент в честь столетия Международного союза электросвязи в Женеве.

Член Союза архитекторов СССР с 1963 года. Действительный член Российской академии архитектуры и строительных наук, академик Международной Академии Архитектуры (МААМ).

## Награды и звания
- Народный архитектор Российской Федерации (30 декабря 2005 года) — за большие заслуги в области архитектуры и многолетнюю плодотворную работу[3].
- Заслуженный архитектор Российской Федерации (1 июня 1993 года) — за заслуги в области строительства объектов производственного, жилого и социального назначения в городе Москве[4].
- Ленинская премия (1984).
- Почётный строитель Москвы.